# ホセ・チャモ
ホセ・アントニオ・チャモ（José Antonio Chamot, 1969年5月17日 - ）は、アルゼンチン・エントレ・リオス州出身の元サッカー選手。アルゼンチン代表であった。ポジションはディフェンダー。

## クラブ経歴
ロサリオ・セントラルの下部組織を経て、1988年にトップチームにデビュー。1990-91シーズン開幕後の10月に、ピサへと移籍した。このシーズンからディエゴ・シメオネもチームに加入した。11月11日のサンプドリア戦でデビュー、このシーズン22試合に出場したが、チームは翌シーズンのセリエB落ちが確定した。
1993-94シーズン、ズデネク・ゼーマンが率いていた、フォッジャへと移籍し、実力を発輝した。1994-95シーズン、ゼーマンがラツィオの監督に就任するにあたり、チャモの獲得を要求し、ラツィオへと移籍した。このシーズンのリーグ戦で3度退場処分となったが、チームの2位、来期のUEFAカップ出場権獲得に貢献した。この間、リーグ第24節のジェノア戦でセリエA初得点を決めた。その後も守備の中心選手として、チームの好成績に貢献したが、1997-98シーズンは怪我で殆どプレーが出来ず、チームはコッパ・イタリアを制したが、出場出来たのは決勝の第1戦だけだった。このシーズン限りでチームを離れた。
1998-99シーズンからの2シーズンをアトレティコ・マドリードで過ごし、合計55試合に出場した。2000-01シーズン、イタリアでプレーしていた時から興味を示していた、ミランに加入。慢性的な負傷により、コンディションが悪く、欠場や控え選手となることが多かった。その後、レガネスでのプレーを経て、ロサリオ・セントラルへと複帰したが、殆どプレーが出来ないまま、2006年に引退した。

## 代表経歴
アルゼンチン代表としては、それまでも召集歴はあったが、1993年10月31日、ワールドカップ予選プレーオフのオーストリア戦でデビューを果たした。

## 代表歴

### 出場大会
- アルゼンチン代表
  - 代表初得点 - 1994年5月18日 vs チリ
  - 1994年 - FIFAワールドカップ (4試合) (ベスト16)
  - 1995年 - コパ・アメリカ
  - 1995年 - キング・ファハド・カップ (準優勝)
  - 1996年 - アトランタオリンピック (銀メダル)
  - 1998年 - FIFAワールドカップ (4試合) (ベスト8)
  - 2002年 - FIFAワールドカップ (1試合) (グループリーグ敗退)

### 試合数
- 国際Aマッチ 41試合 2得点（1993年-2002年）[2]

| アルゼンチン代表 | 国際Aマッチ | 国際Aマッチ |
| 年               | 出場        | 得点        |
| ---------------- | ----------- | ----------- |
| 1993             | 2           | 0           |
| 1994             | 10          | 1           |
| 1995             | 10          | 1           |
| 1996             | 4           | 0           |
| 1997             | 5           | 0           |
| 1998             | 6           | 0           |
| 1999             | 0           | 0           |
| 2000             | 1           | 0           |
| 2001             | 0           | 0           |
| 2002             | 3           | 0           |
| 通算             | 41          | 2           |

## 獲得タイトル
ラツィオ
- コッパ・イタリア: 1997-98

ACミラン
- UEFAチャンピオンズリーグ: 2002-03
- コッパ・イタリア: 2002-03

アルゼンチン
- オリンピック代表銀メダル : 1996